# Jażów Nowy
Jażów Nowy (ukr. Новий Яр) – wieś na Ukrainie, w rejonie jaworowskim obwodu lwowskiego. Wieś liczy około 65 mieszkańców.
W II Rzeczypospolitej do 1934 samodzielna gmina jednostkowa. Następnie należała do zbiorowej wiejskiej gminy Szkło w powiecie jaworowskim w woj. lwowskim. Po wojnie wieś weszła w struktury administracyjne Związku Radzieckiego.